# Phyllotaenium lindenii
Phyllotaenium lindenii là một loài thực vật có hoa trong họ Ráy (Araceae). Loài này được (André) Madison mô tả khoa học đầu tiên năm 1872.

## Hình ảnh

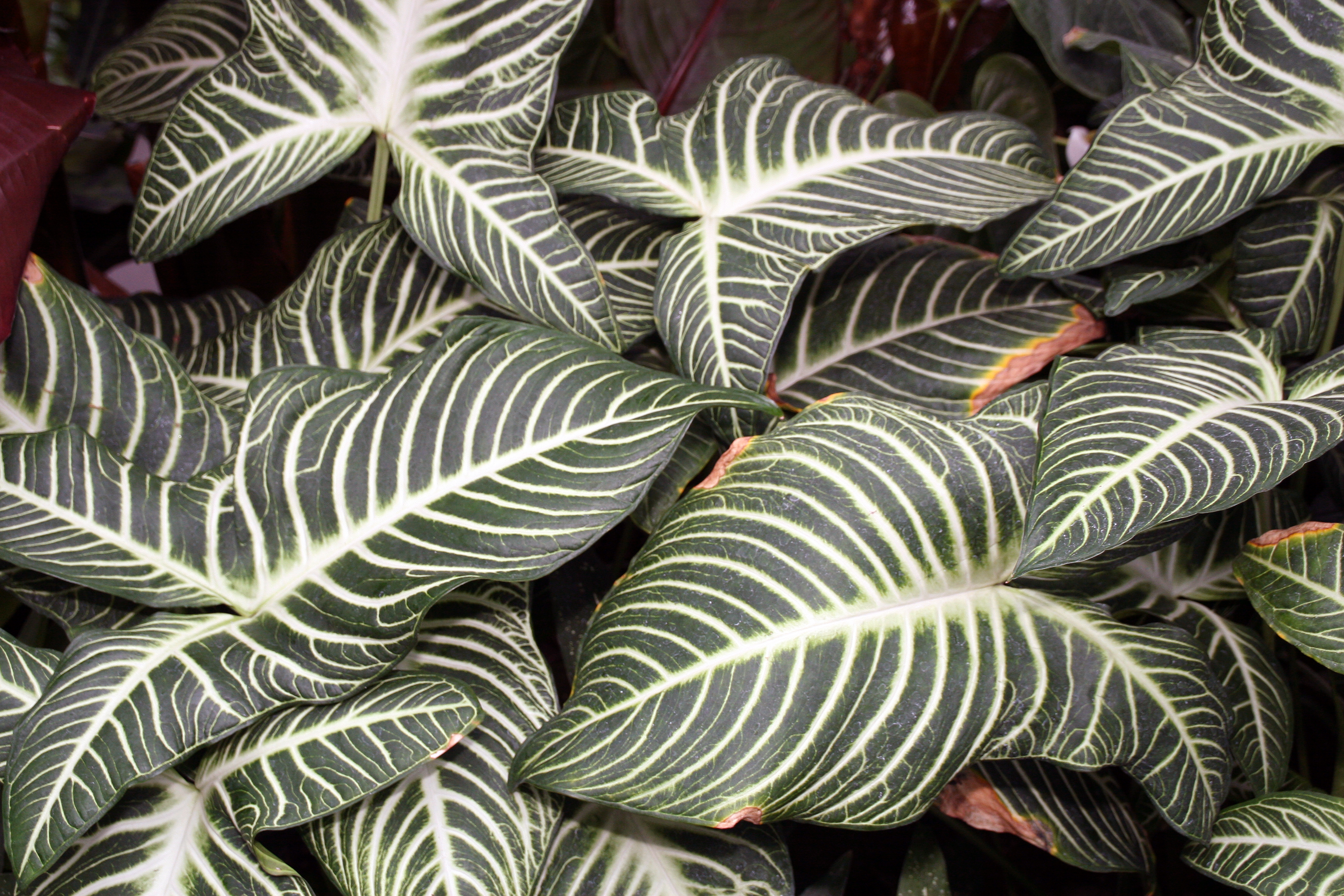
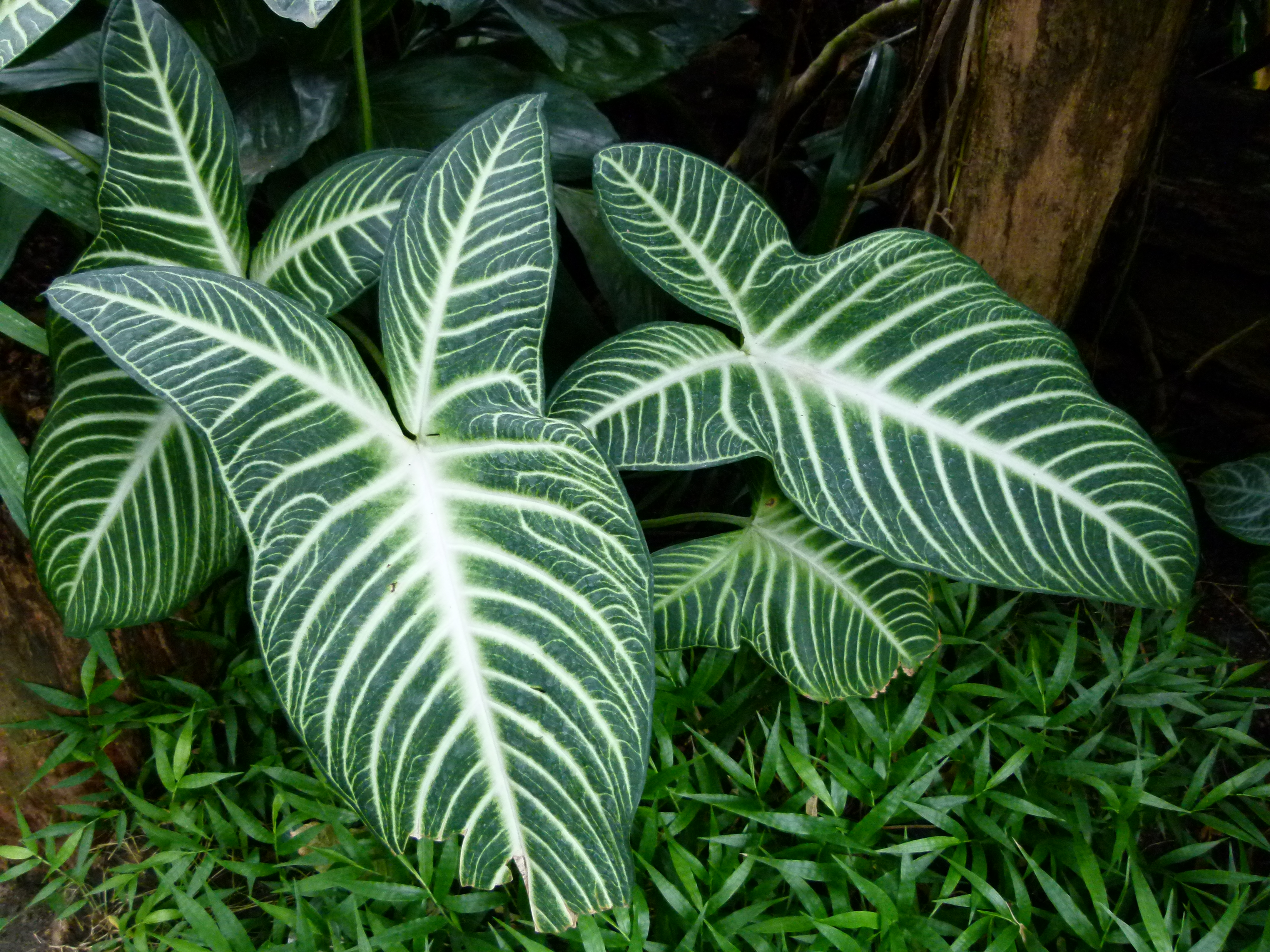
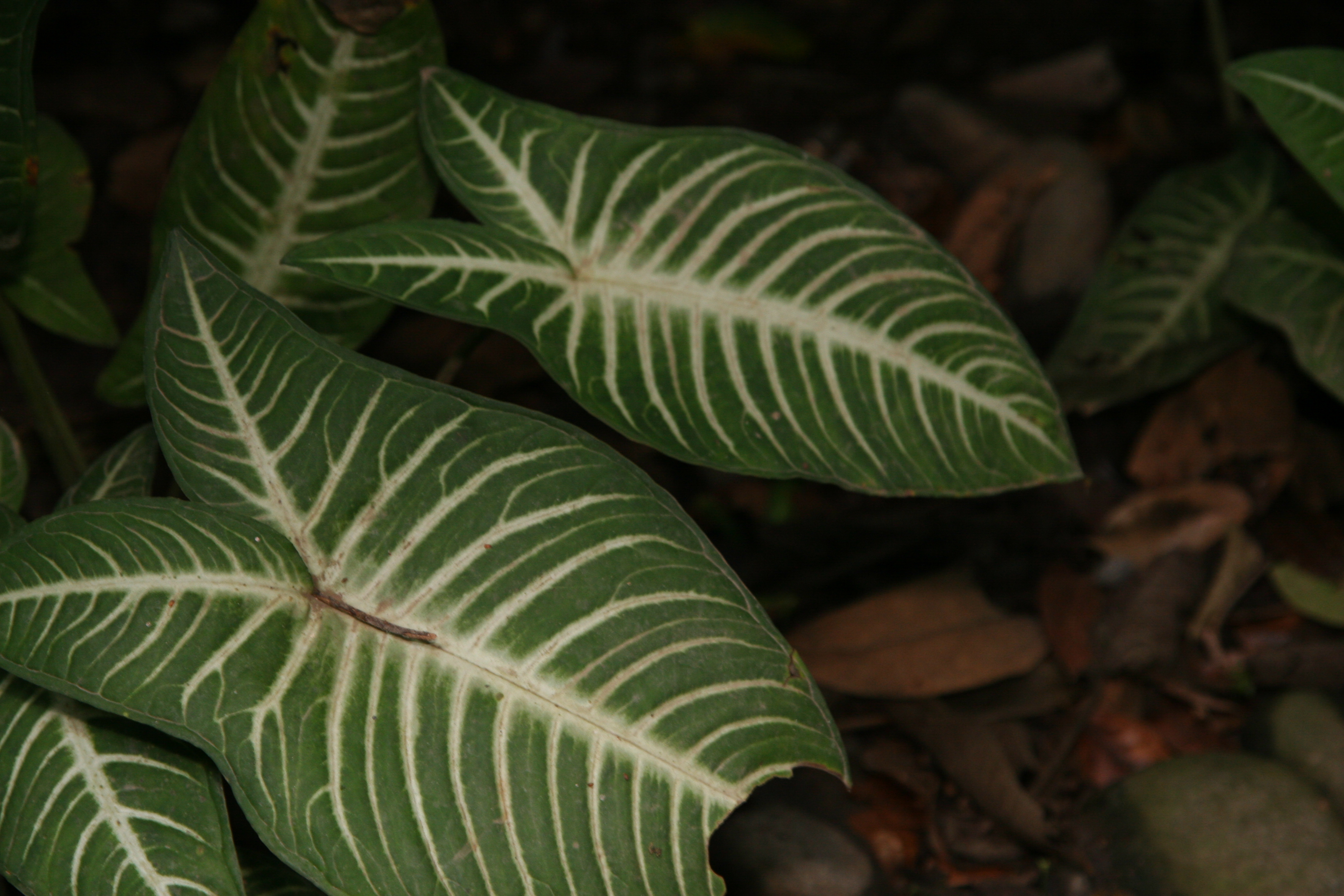